# Where on Earth Is Carmen Sandiego?
Where on Earth is Carmen Sandiego? (Em que lugar da Terra está Carmen Sandiego? no Brasil, e Onde está a Carmen Sandiego? em Portugal) é um desenho animado americano exibido nos Estados Unidos entre 1994 a 1999. O desenho é baseado no jogo de computador do mesmo nome dos anos 80 de grande sucesso de venda nos Estados Unidos, chamado de Where in the World is Carmen Sandiego? que na época a informática estava em crescimento. Tem 40 episódios.
Os personagens são Zack, Ivy, a máquina do computador Chefe (Chief no original) e Carmen Sandiego.
No Brasil, foi exibido pelos extintos programas infantis TV Colosso e Angel Mix, da Rede Globo, entre 1996 a 1998, Bom Dia & Cia e Disney CRUJ, ambos do SBT, entre 1999 a 2000 e 2002 a 2003.
Zack, Ivy e o Chefe estão empenhados na organização Agência de Detetive ACME para capturar Carmen Sandiego por diversos crimes no mundo, como fraudes bancárias, roubo de material histórico, entre outros crimes.